# Parkers dwerguil
De Parkers dwerguil (Glaucidium parkeri) is een vogel uit de familie van de uilen. Deze vogel is genoemd naar de in 1993 verongelukte Amerikaanse ornitholoog Theodore Albert Parker III.

## Verspreiding en leefgebied
Deze soort komt voor van Ecuador tot Bolivia.